# Los amantes del Pont Neuf
Los amantes del Pont-Neuf es una película francesa de 1991, dirigida por Leos Carax y con las actuaciones de Juliette Binoche y Denis Lavant. El título se refiere al  Puente Nuevo de París. En los Estados Unidos, el DVD de la película se distribuyó comercialmente con el título que se le dio en francés en el Reino Unido: The Lovers on the Bridge (Los amantes del puente), y (por un error en la traducción del título) como Lovers in the Ninth Bridge (Los amantes del puente nueve) en Australia.

## Reseña

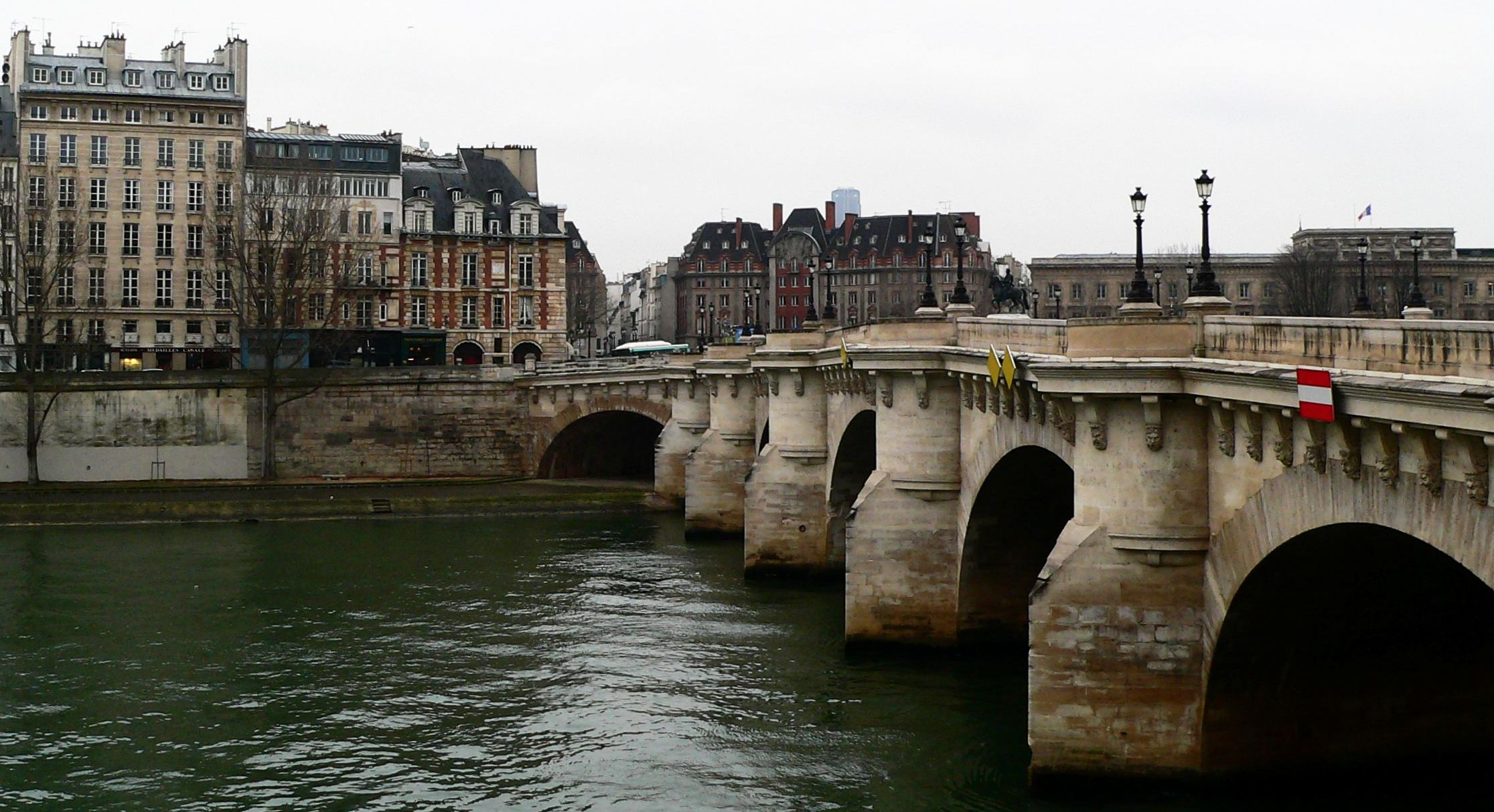
Los personajes se encuentran en el Puente Nuevo.

Escenificada en los alrededores del Puente Nuevo (en realidad el puente más antiguo de París) en los días en que estuvo cerrado por reparaciones, la película presenta una historia de amor entre dos indigentes: Alex (Denis Lavant) y Michèle (Juliette Binoche). Alex es un artista callejero adicto al alcohol y a los sedantes, y Michèle, una pintora que terminó viviendo en las calles debido a una decepción amorosa y a una enfermedad que ha venido minando lentamente su vista. La película retrata la dura existencia de ambos en el puente al lado de Hans, un indigente más viejo que ellos. Conforme su vista se deteriora, Michèle se vuelve cada vez más dependiente de Alex. Cuando surge la posibilidad de un tratamiento, la familia de Michèle trata de localizarla a través de carteles y anuncios en la radio. Con el temor de que lo abandone si recibe el tratamiento, Alex trata de evitar que Michèle se entere de que su familia la busca. Las calles, los cielos y el río Sena, al igual que las celebraciones del Bicentenario de la Revolución Francesa en 1989, sirven de fondo durante la mayor parte de la película.